# Guayanilla
Guayanilla ist eine der 78 Gemeinden von Puerto Rico. Sie liegt an der Südküste von Puerto Rico. Sie hatte 2019 eine Einwohnerzahl von 17.623 Personen.

## Geschichte
Guayanilla wurde von puerto-ricanischen Criollos gegründet. Der ursprüngliche Name war Guadianilla in Erinnerung an einen gleichnamigen Fluss in Spanien. Er wurde jedoch in Guayanilla geändert, um einem einheimischen Wort im Taíno-Dialekt zu ähneln. Der Name Guayanilla leitet sich aus einer Kombination von Guaynia und Santa Maria de Guadianilla ab.
Die ersten Europäer ließen sich 1511 in diesem Gebiet nieder. Im Jahr 1756 wurde Yauco als Stadt gegründet. Guayanilla war anfangs ein Stadtteil von Yauco. Aufgrund der sehr fruchtbaren Böden und dem Zugang zum lokalen Hafen, wo der meiste Handel stattfand, wurde Guayanilla ein wichtiges landwirtschaftliches Zentrum, in dem Zuckerrohr angebaut wurde. Guayanilla wuchs schnell und wurde am 27. Februar 1833 von Gouverneur Miguel de la Torre zu einer eigenständigen Gemeinde erhoben.

## Gliederung
Die Gemeinde ist in 17 Barrios aufgeteilt:
1. Barrero
2. Boca
3. Cedro
4. Consejo
5. Guayanilla barrio-pueblo
6. Indios
7. Jagua Pasto
8. Jaguas
9. Llano
10. Macaná
11. Magas
12. Pasto
13. Playa
14. Quebrada Honda
15. Quebradas
16. Rufina
17. Sierra Baja

## Wirtschaft
Die wichtigsten Industriezweige in Guayanilla sind die Herstellung von Petrochemikalien und die Erzeugung von Strom durch thermoelektrische Anlagen. Guayanilla produziert einen bedeutenden Teil des Stroms von Puerto Rico.

## Persönlichkeiten
- Bolívar Pagán (1897–1961), Politiker